# 風の墓標
「風の墓標」（かぜのぼひょう）は、緒方恵美の2枚目のシングル。1996年5月25日にポリグラムから発売された。

## 概要
- 1996年に発売されたOVA『ランドロック』のエンディングテーマとして使用された[2]。
- 文化放送制作のラジオ番組『赤と青の伝説 ランドロック』のテーマソングとしても使用された[3]。

## 収録曲
（全作詞：緒方恵美、作曲・編曲：松尾早人）
1. 風の墓標 [4:19]
  - OVA『ランドロック』エンディングテーマ[4]
  - 文化放送ラジオ『赤と青の伝説 ランドロック』テーマソング[3]
2. 風の墓標（カラオケ） [4:16]

## 収録アルバム
| 曲名     | 収録アルバム                                  | 発売日        | 規格品番    |
| -------- | --------------------------------------------- | ------------- | ----------- |
| 風の墓標 | 『ランドロック オリジナル・サウンドトラック』 | 1996年6月26日 | POCX-1032   |
| 風の墓標 | 『RUNNER』                                    | 1999年6月30日 | POCX-1120   |
| 風の墓標 | 『アイタイ。』                                | 2002年12月4日 | LACA-9015/8 |